# 팬 피자

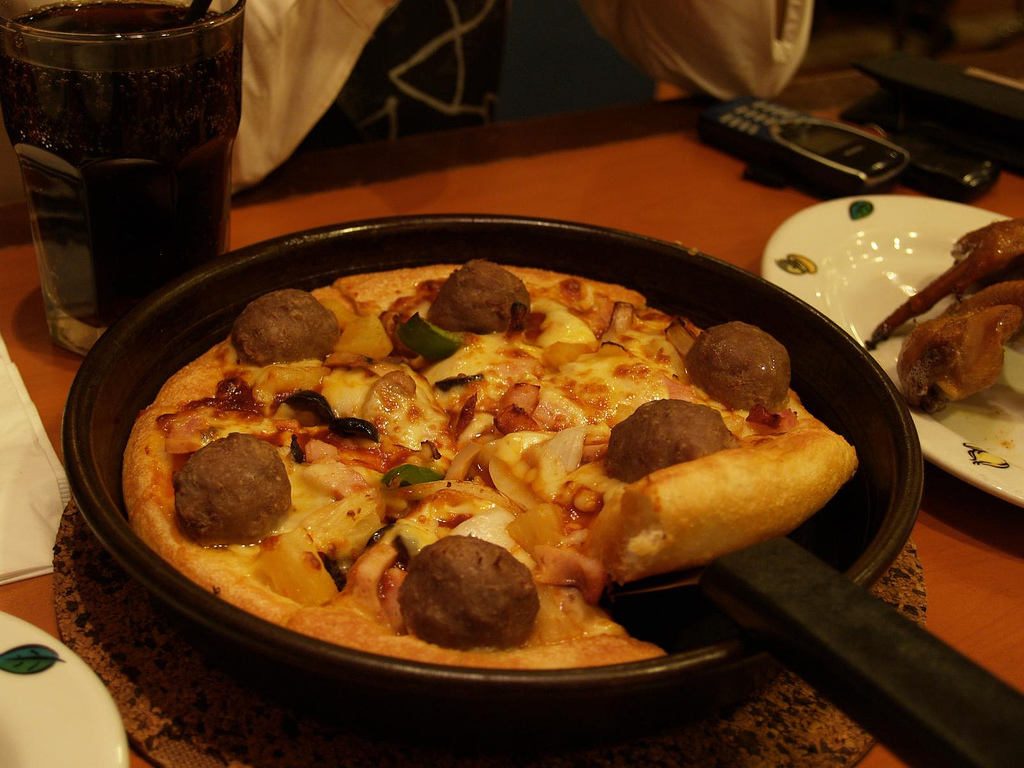

팬 피자(pan pizza)는 딥 디시 팬(deep dish pan)이나 시트 팬(sheet pan)에 구운 피자이다. 토리노 스타일 피자, 이탈리안 토마토 파이, 시칠리아 피자, 시카고 스타일 피자, 디트로이트 스타일 피자는 팬 피자의 형태로 간주될 수 있다. 팬 피자는 1960년대 피자헛에서 유행했던 두툼한 스타일을 일컫기도 한다. 빵 껍질의 바닥과 측면이 팬을 코팅하는 데 사용된 기름에 튀겨지고 바삭해진다.

## 역사
팬 피자의 주목할만한 초기 버전은 이탈리아 북부 토리노 시의 "피자 알 파델리노(Pizza al Padellino)"로, 20세기 초 이후의 역사적 참고 자료가 있다.
댄과 프랭크 카니는 나중에 피자헛(Pizza Hut)이 되는 위치토 (캔자스주)에 피자 가게를 열었다. 처음에 형제들은 치즈, 페퍼로니 및 소시지가 포함된 얇은 크러스트 피자에 중점을 두었다. 이 피자 가게는 1959년에 피자헛으로 프랜차이즈화되었으며 더 두꺼운 크러스트 팬 피자를 추가했다.
다른 피자 회사도 나중에 팬 피자를 포함했다. 1989년 도미노피자는 딥디시 또는 팬 피자를 선보였다. 피자 고객의 40%가 두꺼운 크러스트를 선호한다는 시장 조사 결과에 따라 출시되었다.

## 같이 보기
- 시카고 피자
- 포털:음식